# Mitchell Island, Nunavut
Mitchell Island är en ö i Kanada.   Den ligger i territoriet Nunavut, i den östra delen av landet, 2 100 km norr om huvudstaden Ottawa. Arean är 4,2 kvadratkilometer.
Terrängen på Mitchell Island är platt. Öns högsta punkt är 97 meter över havet. Den sträcker sig 4,7 kilometer i nord-sydlig riktning, och 3,0 kilometer i öst-västlig riktning.